# Energiaszabályozók Európai Uniós Együttműködési Ügynöksége
Az Energiaszabályozók Európai Uniós Együttműködési Ügynöksége (angolul: European Union Agency for the Cooperation of Energy Regulators, röviden: ACER) az Európai Unió szabályozó hatósága, mely 2010-ben alakult meg Ljubljana székhellyel a 2009. szeptember 9-én hatályba lépett, ún. Harmadik energiacsomag nyomán. A szervezet teljeskörűen csak 2011. március 3-án kezdte meg működését ljubljanai székhellyel. Az ünnepélyes megnyitón Günther Oettinger akkori energiaügyekért felelős EU-biztos mondott beszédet.

## Jogszabályi alap
Az ACER létrejöttének és működésének jogszabályi alapját az Európai Parlament és a Tanács 2009. július 13-án elfogadott 713/2009/EK rendelete teremtette meg. Az első 10 évben ez a rendelet szabályozta az ügynökség jogi státuszát, feladatait, szervezeti felépítését és fenntartásának pénzügyi forrását.
2019. június 5-én az Európai Parlament és a Tanács elfogadta az ACER jog- és feladatköreit jelentősen bővítő 2019/942. számú rendeletet, mely a korábbi rendelet helyébe lépett.
A magyar jogrendben az ágazati törvények biztosítják az ACER hatásköreinek érvényesülését. Ezek közül kiemelendő az ún. villamosenergia-, illetve a földgáz törvény. Az ACER-rel együttműködő honi szabályozó hatóság a Magyar Energetikai és Közmű-szabályozási Hivatal (MEKH).

## Vezetők
Az ACER első igazgatója, a 2010. május 6-án megválasztott olasz Alberto Pototschnig volt, akit 2019. december 18-án, az osztrák Dr. Jochen Penker váltott.

## Feladatok
Az ACER:
- véleményeket és ajánlásokat bocsát ki
  - az energiapiacok főbb szereplőinek: TSO-knak, a villamosenergia-, illetve gázpiaci ENTSO-nak, az EU DSO-nak, a regionális koordinációs központoknak, illetve a energiatőzsdéknek;
  - a nemzeti szabályozó hatóságoknak;
  - az Európai Parlamentnek, a Tanácsnak és a Bizottságnak;
- egyedi határozatokat bocsát ki több jól körülhatárolt területen;
- nem kötelező, keretjellegű iránymutatásokat nyújt be a Bizottságnak.[10]

Az ACER energiapiac-felügyeleti jogkörében bármilyen információt kérhet a piaci szereplőktől. E célból határozatokat bocsáthat ki, melyekben határidőt is kiköthet. A kapott bizalmas (pl. kereskedelmi ügyletekre vonatkozó egyedi) információkat csak a hatáskörébe tartozó feladatok elvégzése céljából kezelheti. Ez az új hatáskör különösen a nagykereskedelmi piacok integritása és átláthatósága tekintetében jelent előrelépést.

## Fordítás
- Ez a szócikk részben vagy egészben  az   Agency for the Cooperation of Energy Regulators című angol Wikipédia-szócikk fordításán alapul.  Az eredeti cikk szerkesztőit annak laptörténete sorolja fel. Ez a jelzés csupán a megfogalmazás eredetét és a szerzői jogokat jelzi, nem szolgál a cikkben szereplő információk forrásmegjelöléseként.